# Phalotris punctatus
Phalotris punctatus är en ormart som beskrevs av De Lema 1979. Phalotris punctatus ingår i släktet Phalotris och familjen snokar. Inga underarter finns listade i Catalogue of Life.
Phalotris punctatus godkänns inte som art av The Reptile Database. Populationen infogas istället som synonym i Phalotris tricolor. Den population som tidigare utgjorde Phalotris punctatus lever i norra Argentina i provinserna Misiones, Tucumán och Córdoba.